# Pierre-Jean Grosley
Pierre-Jean Grosley, né le 21 novembre 1718 à Troyes où il est mort le 4 novembre 1785, est un historien et homme de lettres français.

## Biographie
Fils d’un avocat et destiné à la même carrière, Grosley fit ses études au collège de l’Oratoire de Troyes. Il se rendit ensuite à Paris pour suivre les cours de droit. Reçu avocat, il se fit inscrire an barreau de Troyes. Mais le droit l’occupa fort peu, et ses goûts favoris le portèrent vers la littérature et l’étude de l’histoire de son pays. Aimant à voyager, il visita successivement l’Italie, l’Angleterre, la Hollande et la Suisse.
Il fut le secrétaire du financier Claude Roch Billard-Dumouceau, protecteur d'Anne Bécu, mère de Madame du Barry.
En 1745 et 1746, il fit la campagne d’Italie dans l’état-major du maréchal de Maillebois, en qualité de caissier des vivres et, à son retour, il en écrivit l’histoire intitulé Observations sur l’Italie et les Italiens. Ses nombreuses productions lui valurent d’être nommé membre associé de l’Académie des inscriptions et belles-lettres en 1761, mais, « entraîné, dit Dacier, par l’originalité de son esprit, il confondait sans cesse les genres, mêlait le gai au sérieux, le grave au badin, le noble au burlesque, insistait sur des minuties… de sorte qu’aucune de ses compositions, moitié érudites, moitié plaisantes n’a pu trouver place dans nos mémoires. »
Il avait formé à Troyes, avec quelques-uns de ses amis, une Académie pour rire, dont les Mémoires, composés à frais communs, n’étaient que des pièces badines et burlesques, où l’érudition apparente le disputait au comique du sujet. À l'origine de la biographie fantaisiste de Pierre de Larivey, il est sans doute le créateur de l’expression « Michel Morin ».
Il arriva second au concours de l’Académie de Dijon de 1750 que remporta Jean-Jacques Rousseau avec son Discours sur les sciences et les arts. Il a également collaboré aux volumes IV et XIV de l’Encyclopédie de Diderot et D’Alembert.
Vouant un culte à sa ville natale, non seulement il en écrivit l’histoire, mais il voulut la doter des bustes en marbre de ses principaux enfants. C’est ainsi que le musée de Troyes possède, grâce à sa générosité, les cinq bustes de Pierre Pithou, de Jean Passerat, du père Le Cointe, de Pierre Mignard et de François Girardon. Un revers de fortune empêcha le donateur de poursuivre ses libéralités.

## Publications

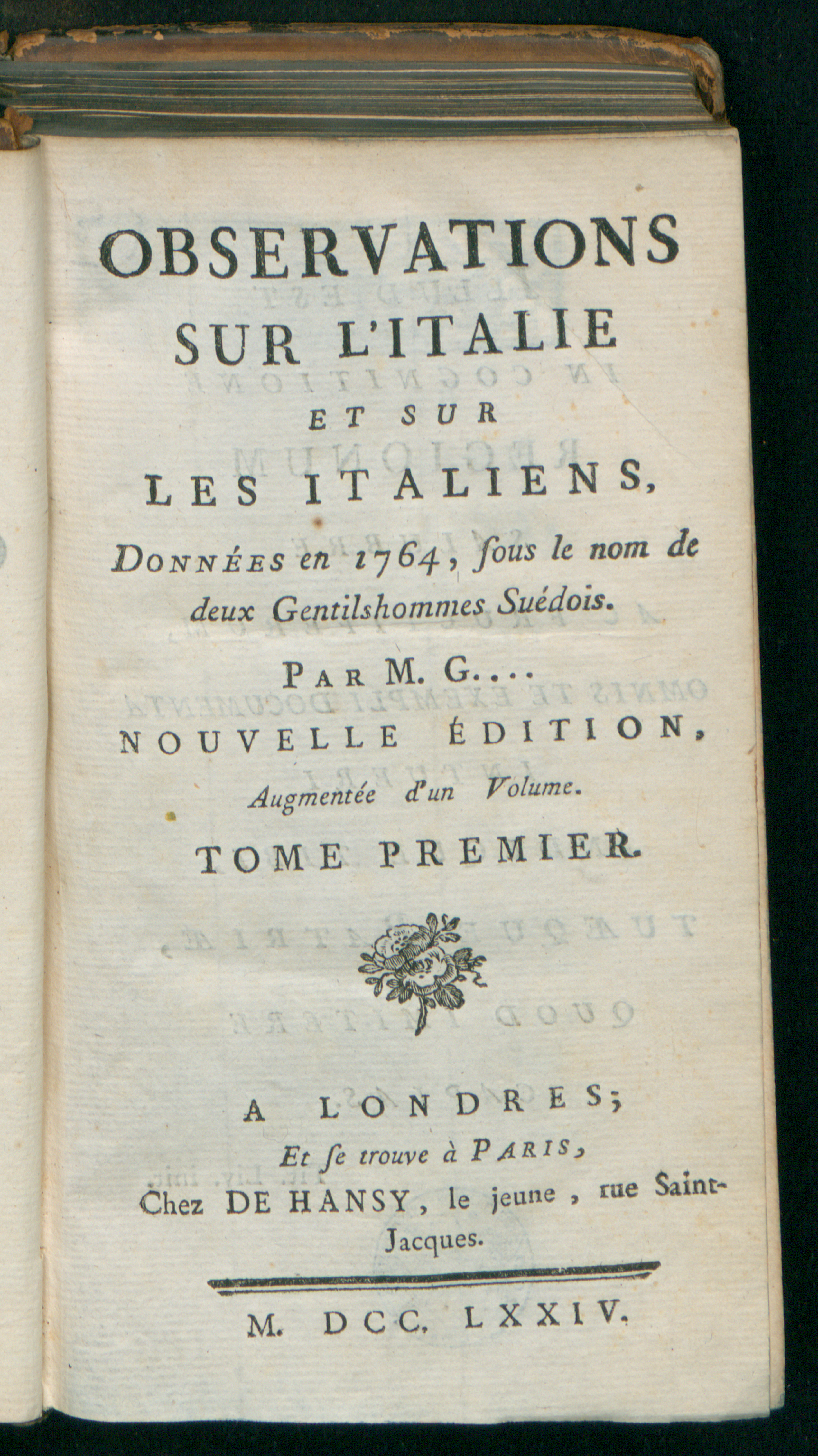
Observations sur l'Italie et sur les Italiens, 1774

- Londres, Neuchâtel, Société Typographique, 1770-1771, 3 vol; in-12° (réédité à Lausanne, 1774, 4 vol. in-12. Tome 2, numérisé.
- Pierre-Jean Grosley et André Lefèvre, Mémoires de l'Académie des sciences, inscriptions, belles-lettres, beaux-arts, etc. Nouvellement établie à Troyes, en Champagne, vol. 1, Duchesne (Troyes), 1756 (lire en ligne), Vol. 2 (lire en ligne), Liège (Troyes), 1744, in-8o ; Paris, 1756. 2 vol. in-12 ; (Troyes), 1768, in-12 ; Londres (Troyes), an X ; ouvrage fait en collaboration avec ses amis Lefèvre et David.
- Mémoire pour servir de supplément aux antiquités ecclésiastiques de Troyes, par M. N. Camusat.Troyes, 1750, in-12, réimprimé plusieurs fois ;
- Recherches pour servir à l’histoire du Droit français, Paris, 1752, in-12 ;
- Pierre-Jean Grosley, Vie de Pierre Pithou; avec quelques mémoires sur son père et ses frères, vol. 1, Cavelier, 1756 (lire en ligne), Vol. 2 (lire en ligne).
- Ephémérides troyennes (1757-1768), Troyes, 12 vol. in-32 ;
- Mémoires pour servir à l'histoire des R.R.P.P. Jésuites. Contenant le précis raisonné des tentatives qu'ils ont faites pour s'établir à Troyes. Avec les pièces justificatives, 1767. Numérisé.
- Nouveaux Mémoires ou observations sur l’Italie et sur les Italiens, par deux gentilshommes suédois, Londres, 1764, 3 vol. in-12 ; 1770, 5 vol. in-12 ; Londres, Lausanne, 1770, 3 vol. in-12; 1774, 4 vol. in-12 ;
- Mémoires sur les campagnes d’Italie de 1745 et 1746, Amsterdam, 1777, in-8o ;
- Vie de M. Grosley, écrite par lui-même, etc., Londres et Paris, 1787, in-8o ; Numérisé.
- Mémoires historiques et critiques pour l’histoire de Troyes, t. 1, Paris, 1774 (lire en ligne), t.2, Paris/Troyes, 1812 (lire en ligne) ;
- Œuvres inédites (Mémoires sur les Troyens célèbres et Voyage en Hollande), Paris, Imprimerie de Charles-Frobert Patris, 1813, 3 vol. in-8o (Le voyage en Hollande forme le 3e volume), t. 1, Paris, 1812 (lire en ligne), t. 2, Paris, 1813 (lire en ligne), t. 3, Paris, 1813 (lire en ligne).
- L'art de battre sa maîtresse, réédition Le Cherche-Midi, 2014
- Pierre-Jean Grosley, Éphémérides de P. J. Grosley, vol. 1, Durand, 1811 (lire en ligne).

Grosley a publié une foule d’autres travaux biographiques, littéraires et historiques, dont une partie est insérée dans les journaux du temps.

## Écrits personnels (correspondance, testament...)
- Albert Babeau, « Lettres inédites de Grosley, écrites de l'armée d'Italie en 1745 et 1746 », Mémoires de la Société d'agriculture, commerce, sciences et arts du département de l'Aube, 60, 1896, p. 131-176. Numérisées sur gallica.
- Albert Babeau, « Lettres inédites de Grosley, écrites pendant son voyage d'Italie et de France en 1758 et 1759 », Mémoires de la Société d'agriculture, commerce, sciences et arts du département de l'Aube, 1906, p. 217-251. Numérisées sur gallica.
- « Lettres inédites de Grosley et de quelques-uns de ses amis, recueillies par M. Truelle Saint-Evron et annotées par M. Albert Babeau », Collection de documents inédits relatifs à la ville de Troyes publiés par la Société académique de l'Aube, Troyes, Librairie Dufey-Robert Léopold Lacroix successeur, 1878, t. Ier, p. 219-433 (avec table p. 433) Numérisées sur gallica.
- Louis Morin, « Deux lettres inédites de Grosley », Almanach du Petit Troyen, 1939.
- Testament de Grosley, publié dans Grosley et Simon, Mémoires historiques et critiques pour l'histoire de Troyes, Paris-Troyes, Volland-Sainton, 1812, tome 2, p. 679-682. En ligne.